# Tenryū (1885)
 Tenryū (天龍 Heavenly Dragon?) fue una corbeta de hélice y vela de los primeros tiempos de la Armada Imperial Japonesa. Recibió su nombre del río Tenryū, en las prefecturas de Shizuoka y Nagano.

## Antecedentes
El Tenryū fue diseñado como un balandro de tres palos, casco de madera y costillas de hierro, con una máquina de vapor alternativo de doble expansión alimentada por carbón y cuatro calderas que impulsaban un solo tornillo. Inició su puesta de quilla en el Arsenal Naval de Yokosuka el 9 de febrero de 1878, siendo botado el 18 de agosto de 1883 y puesto en servicio el 5 de marzo de 1885.
El Tenryū se basó en el diseño del Kaimon, construido un año antes, pero con un desplazamiento ligeramente mayor y un armamento algo más pesado. Ambos barcos fueron diseñados por asesores franceses del gobierno Meiji en el Arsenal Naval de Yokosuka. Al igual que el Kaimon, su construcción se prolongó mucho más de lo previsto y tardó más de siete años en completarse. Sin embargo, incluso después de su botadura, hubo que resolver numerosos problemas, como el de la estabilidad, que obligó a añadir protuberancias al casco.

## Historia operativa
El Tenryū entró en combate en la primera guerra sino-japonesa, en la batalla de Lushunkou y posteriormente en la batalla del río Yalu.
El 21 de marzo de 1898, el Tenryū fue designado buque de defensa costera de tercera clase y se lo utilizó para tareas de patrulla costera. Se incendió en noviembre de 1897 y necesitó reparaciones importantes.
Durante la guerra ruso-japonesa, el Tenryū estuvo destinado como buque de guardia en el puerto de Kobe. Después de la guerra, el 20 de octubre de 1906, fue transferido al distrito naval de Maizuru, donde sirvió como buque utilitario y de entrenamiento. El Tenryū fue retirado de la lista de la Armada el 21 de diciembre de 1911 y vendido para su desguace el 20 de octubre de 1912.